# Emad Akel
Emad Akel, també escrit com a Imad Akel (àrab: عماد عقل, ʿImād ʿAql) (Jabalia, 19 de juny de 1971–Shujaiya, Gaza, 24 de novembre de 1993), va ser un activista polític islamista palestí, comandant de les Brigades Izz ad-Din al-Qassam, l'ala militar de Hamàs. Va ser assassinat per les Forces de Defensa d'Israel.

## Trajectòria
Emad va néixer el 19 de juny de 1971 al camp de refugiats de Jabalia, al nord de la Franja de Gaza, en una família que hi va emigrar després de la guerra arabo-israeliana de 1948 del poble de Barair (àrab: برعير, Baraʿīr), prop d'Al-Majdal, on després es va crear la ciutat d'Ascaló.
Segons el seu germà gran Adel, estava més interessat en la geografia que en la política. Segons els informes, va ser l'alumne més brillant de la classe a l'escola primària i després ajudant el seu professor a l'escola preparatòria. Alguns dels seus familiars van ser arrestats, inclòs el seu cosí Walid. Parents llunyans van ser assassinats per les tropes israelianes en tiroteigs. Després es va unir a Hamàs. El 23 de setembre de 1988, Emad i el seu germà van ser arrestats per la seva militància a l'organització islamista.
Després de sortir de la presó, es va convertir en combatent a la Franja de Gaza. Es va fer conegut com «el fantasma» per les seves nombroses disfresses, inclòs vestir-se de coló jueu amb una gorra. A principis de la dècada de 1990, va encapçalar la llista més buscada d'Israel pel seu presumpte paper en la mort d'onze soldats israelians, un civil israelià i quatre informants palestins en una sèrie d'atacs. Segons el seu germà, Emad va assenyalar l'any 1991 que: «Els israelians em persegueixen i em seguiran fins que jo lluito i després moriré a les seves mans i, per això, aniré al paradís».
Akel va ser líder i mentor de Mohammed Deif, que el 1993 va reemplaçar-lo com a comandant de les Brigades Izz ad-Din al-Qassam.

### Mort
El 24 de novembre de 1993, un informador palestí va fer saber la ubicació d'Akel a les Forces de Defensa d'Israel. Akel s'amagava amb altres soldats de Hamàs en una casa de Shujaiya, a la Franja de Gaza. Després de diverses hores de setge al barri, va intentar fugir i va ser disparat immediatament per soldats israelians. En el moment de la seva mort, el periodista Robert Fisk va qualificar Akel de «l'activista de Hamàs més important mai assassinat per l'exèrcit israelià». Els soldats israelians van enterrar Akel en un cementiri del camp de Jabalia i, per evitar manifestacions dels seus partidaris, ho van fer de nit.
El 1995, Hamàs va arrestar l'alt càrrec Walid Hamdiya per proporcionar la informació a Israel que va provocar la mort d'Akel i altres quatre militars d'alt rang de Hamàs. El 2002, Hamdiya va ser condemnat a mort per un esquadró d'afusellament.

## Llegat
El 2009, Hamàs va publicar una pel·lícula biogràfica d'homenatge a la trajectòria i el martiri d'Akel. La pel·lícula va ser escrita per un dels homes forts de Hamàs, Mahmoud al-Zahar, i el ministre de l'Interior, Fathi Hamad, mentre que Majed Jundiyeh en va ser el director.